# Rundfunk Berlin-Brandenburg
La Rundfunk Berlin-Brandenburg (RBB) è l'emittente radiotelevisiva pubblica locale dei Länder tedeschi Berlino e Brandeburgo, affiliata ad ARD, nata il 1º maggio 2003 dalla fusione tra ORB e SFB. Ha due sedi principali, una a Potsdam ed una a Berlino.